# Žonglování

Princip jednouchého žonglování se třemi míčky

Žonglování (anglicky Juggling) je dovednost, kterou provádí žonglér. Spočívá v manipulaci s různými předměty, která může být součástí nějaké sportovní, taneční, artistické nebo rekreační aktivity.  
Nejznámější formou žonglování je žonglování s nadhozem, např. vyhazování tří a více míčků (nebo jakýchkoli jiných pomůcek) a jejich následné chytání. Předměty jsou vyhazovány do různých výšek, s různou rotací, a z různých míst (například za zády, pod nohou, nad hlavou). Žonglování může být manipulace s jedním předmětem nebo s mnoha předměty současně, nejčastěji za použití jedné nebo obou rukou, ale i jiných částí těla, jako jsou nohy nebo hlava. Vyžaduje nervosvalovou koordinaci, prostorovou orientaci, soustředění a spolupráci mezi mozkovými hemisférami.
Žongléři často označují předměty, se kterými žonglují, jako rekvizity. Nejběžnějšími rekvizitami jsou míče, kužely nebo kroužky. Někteří žongléři používají dramatičtější předměty, jako jsou nože, pochodně nebo i motorové pily.
Termín žonglování se běžně vztahuje i na jiné manipulační dovednosti založené na rekvizitách, jako je bouncing, točení diabola, poi, točení talíři, manipulace s hůlkami (flowersticky a devilsticky), jízda na jednokolce nebo kontaktní žonglování.

## Historie

### Starověk
Historie žonglování sahá až do starého Egypta, do doby přibližně 2000 let př. n. l. Na nástěnných malbách v hrobce Beni-Hassana se dochoval obraz několika postav žonglujících s míčky. Žonglováním se zabývali i staří Řekové a Římané; zvláště mezi Římany bylo toto umění vysoce ceněno. Druhou kolébkou žonglování je pak dálný východ - Čína. Potvrzené zmínky o žonglování s diabolem sahají do dynastie Chan (206 př. n. l.), kdy bylo pojmenováváno jako „kouen-gen", což znamená „dutý bambus, který hvízdá".

### Současná podoba žonglování
Přestože většina lidí pod pojmem žonglování vidí pouze varietní umění, značná většina žonglérů bere svůj koníček jako umění, sport nebo dokonce tanec. V současné době zažívá žonglování po celém světě (hlavně v USA a západní Evropě) rozmach.
Pro setkání žonglérů bývají založeny různé organizace - pro Evropu je významný každoroční Evropský žonglérský konvent (European Juggling Convention), pořádaný každý rok v jiném státě Evropskou žonglérskou asociací. Rekord v počtu registrací padl v roce 2008 v německém Karlsruhe - přijelo sem 6665 žonglérů z celého světa. V srpnu roku 2011 se uskutečnil 34. ročník v Mnichově.
Americkou obdobou EJC je Mezinárodní žonglérská federace (International Juggling Association), která organizuje každoročně velké množství akcí.
Největší akcí v Čechách je pak Festival pouličního umění a mezinárodní přehlídka žonglování, tradičně pořádaná v Praze. Velkým svátkem žonglérů po celém světě je také "World Juggling Day" připadající na sobotu v polovině června. V ČR jej pořádá brněnský cirkus LeGrando v parku Lužánky.

## Žonglérské pomůcky
K žonglování se vyrábí i zvláštní pomůcky, např.:
- Míčky
- Kužely
- Kruhy
- Flowerstick
- Devilstick
- Diabolo
- Yoyo (yo-yo, jojo)
- Poi (řetězy)
- Tyč
- Contactball
- Jednokolka
- Talíř
- Astrojax
- Cigarbox
- Propiska či tužka (Pen spinning)
- Káča (neboli Top)